# Synagoga we Frampolu
Synagoga we Frampolu – nieistniejąca obecnie synagoga zbudowana w 1878 roku we Frampolu. Synagoga została zniszczona podczas niemieckiego bombardowania miasta we wrześniu 1939.